# Мостище (річка)
Мостище, Здряговка (рос.) — річка в Україні, у Корюківському районі Чернігівської області. Права притока Снови (басейн Дніпра).

## Опис
Довжина річки 18 км., похил річки — 1,7 м/км. Площа басейну 86,1 км².

## Розташування
Бере початок на південному сході від Хрестопівщини. Тече переважно на північний схід через Жовідь і впадає у річку Снову, праву притоку Десни.
Населені пункти вздовж берегової смуги: Слобода, Здрягівка.
Річку перетинає автомобільна дорога Т 2518.